# Bastide (Var)
Bastide – miejscowość i gmina we Francji, w regionie Prowansja-Alpy-Lazurowe Wybrzeże, w departamencie Var.
Według danych na rok 1990 gminę zamieszkiwało 136 osób, a gęstość zaludnienia wynosiła 12 osób/km² (wśród 963 gmin regionu Prowansja-Alpy-W. Lazurowe Bastide plasuje się na 662. miejscu pod względem liczby ludności, natomiast pod względem powierzchni na miejscu 659.).